# زیردریایی یو-۲۰۰
زیردریایی یو-۲۰۰ (به انگلیسی: German submarine U-200) یک زیردریایی بود که طول آن ۸۷٫۶۰ متر (۲۸۷٫۴ فوت) بود. این زیردریایی در سال ۱۹۴۲ ساخته شد.